# Stenopsyche ghaikamaidanwalla
Stenopsyche ghaikamaidanwalla är en nattsländeart som beskrevs av Schmid 1965. Stenopsyche ghaikamaidanwalla ingår i släktet Stenopsyche och familjen Stenopsychidae. Inga underarter finns listade i Catalogue of Life.